# Vissarion (Stretovyč)
Vissarion (světským jménem: Vasyl Olexandrovyč Stretovyč; * 4. prosince 1953, Poljanka) je ukrajinský duchovní Ukrajinské pravoslavné a metropolita ovručský a korosteňský.

## Život
Narodil se 4. prosince 1953 ve vesnici Poljanka Žytomyrské oblasti.
Po střední škole a vojenské službě pracoval jako řidič ve vesnici Meleni.
Roku 1975 nastoupil na Moskevský duchovní seminář a poté na Moskevskou duchovní akademii.
Dne 1. dubna 1983 byl postřižen na monacha se jménem Vissarion na počest svatého Bessariona Egyptského.
Dne 21. září 1983 byl rukopoložen na hierodiakona a 25. září na jeromonacha. Po vysvěcení působil v katedrálním chrámu Proměnění Páně v Žytomyru.
Od roku 1986 působil v chrámu Narození přesvaté Bohorodice ve vesnici Bilokorovyči a od roku 1987 v chrámu svatého Basila v Ovruči. Sloužil také jako blagočinný okruhu.
Dne 30. března 1990 byl povýšen na igumena.
Od roku 1991 do roku 1992 byl představeným chrámu Proměnění Páně v Ovruči.
Dne 23. srpna 1992 byl povýšen na archimandritu. O den později byl rukopoložen na biskupa korosteňského a vikáře žytomyrské eparchie.
Dne 22. června 1993 byl po zřízení samostatné ovručské eparchie jmenován do jejího čela.
Dne 23. listopadu 2000 byl povýšen na arcibiskupa a v prosinci 2010 na metropolitu.
Od 10. února do 14. června 2011 dočasně spravoval žytomyrskou eparchii.